# Acanthogonatus confusus
Acanthogonatus confusus là một loài nhện trong họ Nemesiidae.
Acanthogonatus confusus được miêu tả năm 1995 bởi Goloboff.